# Adrián Esquino Lisco
Adrián Esquino Lisco (fallecido el 8 de septiembre de 2007) fue un activista, jefe espiritual salvadoreño y asesor de la comunidad indígena de El Salvador. Lisco saltó a la fama internacional durante la Guerra Civil salvadoreña, al llamar la atención sobre las violaciones de derechos humanos cometidas contra los pueblos indígenas de El Salvador, que suman alrededor del 1 por ciento de los 7 millones de habitantes del país.

## Primeros años de vida
Adrián Esquino Lisco nació en la Comarca San Ramón, en el occidente del Departamento de Sonsonate, El Salvador. Era de ascendencia indígena nahua. El hermano mayor de Esquino Lisco había sido asesinado durante la represión del levantamiento campesino salvadoreño de 1932 (también llamado La matanza ) por la dictadura salvadoreña. Esquino Lisco fue descrito como un hombre bajo y de vo suave que medía menos de 1 metro y medio de altura. Era agricultor y artesano de profesión.
El padre de Esquino Lisco fundó la Asociación Nacional de Indígenas de El Salvador (ANIS) en 1954. El objetivo principal de ANIS era preservar la cultura, las costumbres y el idioma de los grupos indígenas, incluidos los lencas, mayas y nahuas. La organización generalmente trabajó entre bambalinas para preservar la herencia indígena de El Salvador. Muchos indígenas salvadoreños consideraban demasiado peligroso hablar sus idiomas nativos o incluso usar ropa tradicional tras la masacre que puso fin al ya mencionado levantamiento campesino salvadoreño de 1932. Adrián Esquino Lisco heredó el título de jefe espiritual en 1976 y se convirtió en presidente de la Asociación Nacional de Indígenas de El Salvador. Asistió a varias conferencias de pueblos indígenas a finales de la década de 1970 a lo largo de todo el mundo.
A través del trabajo de Esquino Lisco, ANIS finalmente obtuvo el reconocimiento legal del gobierno salvadoreño del presidente José Napoleón Duarte en 1980.

## Guerra Civil Salvadoreña (1980 - 1992)
Adrian Esquino Lisco apareció por primera vez en la cobertura de las noticias internacionales de la guerra civil cuando comenzó a llamar la atención sobre el ataque dirigido por el ejército salvadoreño el 23 de febrero de 1983 contra una cooperativa agrícola indígena en Las Hojas. Los soldados salvadoreños capturaron a 74 aldeanos varones, les ataron los pulgares a la espalda y les dispararon. Más tarde, un juez federal salvadoreño registraría sólo 18 víctimas.
Una comisión federal de derechos humanos de El Salvador, encargada de investigar la Masacre de Las Hojas y otras violaciones, no logró mucho, según se informa, debido a la presión del ejército del país. Los comandantes de las tropas salvadoreñas en Las Hojas recibieron amnistía en la década de 1990 como parte de un plan de paz centroamericano más amplio.
Esquino Lisco y otros culparon a los ricos terratenientes salvadoreños por la atrocidad en Las Hojas. Lisco les acusó de utilizar al ejército para destruir la cooperativa Las Hojas. Los terratenientes a menudo consideraban que las cooperativas agrícolas eran subversivas, incluso comunistas. Los intentos de reforma agraria se iniciaron a finales de la década de 1970, pero pronto se detuvieron, lo que provocó el resentimiento tanto de los campesinos como de los terratenientes adinerados.
Esquino Lisco una vez tuvo un encuentro con el Coronel Elmer Gonzales Araujo, uno de los principales comandantes en Las Hojas. Según los informes, Gonzales Araujo le dijo a Lisco que sus soldados se estaban defendiendo de "subversivos armados". Lisco dijo más tarde a The New York Times: "le pregunté al alto mando del ejército cómo podían morir los guerrilleros con las manos atadas a la espalda".
Esquino Lisco fue a Washington D. C. en el apogeo de la Guerra Civil Salvadoreña para llamar la atención sobre las atrocidades de la guerra. Pronto encontró partidarios receptivos en el Congreso de los Estados Unidos sobre todo el senador Ted Kennedy y el representante de Estados Unidos Joe Moakley. Según Francisco Acosta, un activista salvadoreño radicado en Maryland, la presión de Lisco en el Congreso condujo a la liberación de más de 100 presos políticos bajo custodia del gobierno.

## Muerte
Adrián Esquino Lisco murió por complicaciones de su diabetes, incluida insuficiencia renal, en un hospital de la capital de El Salvador, San Salvador, el 8 de septiembre de 2007. Tenía 68 años. Fue enterrado en el cementerio de San Antonio del Monte.